# Quintana del Puente
Quintana del Puente település Spanyolországban, Palencia tartományban. Quintana del Puente Palenzuela, Villahán, Herrera de Valdecañas és Cordovilla la Real községekkel határos. Lakosainak száma 251 fő (2024).

## Népesség
A település népessége az elmúlt években az alábbi módon változott:
| Lakosok száma | 248  | 247  | 235  | 237  | 251  | 274  | 255  | 263  | 290  | 251  |
|               | 2001 | 2004 | 2007 | 2009 | 2012 | 2014 | 2017 | 2019 | 2022 | 2024 |